# Státní znak Irska
Státní znak Irska je tvořen modrým gotickým štítem se zlatou, pozdně středověkou, keltskou harfou se stříbrnými strunami. Harfa je prastarý irský symbol, na tento hudební nástroj hráli Keltové již v 5. století př. n. l.
Předlohou pro kresbu byl hudební nástroj uložený v dublinském národním muzeu.

## Historie
Symbol harfy se na irských erbech objevoval již v polovině 13. století. Roku 1541 vzniklo Irské království (králem se prohlásil anglický král Jindřich VIII.), a z této doby je doložený irský znak, tvořeny zlatou harfou na modrém štítu.
Po britsko-irské válce v letech 1919–1921 byla 6. prosince 1921 uznána nezávislost Irska (v Londýně byla podepsána Britsko-irská smlouva) po kterém vznikl Irský svobodný stát (se statutem dominia v rámci Commonwealthu, ale bez šesti převážně protestantských hrabství na severu ostrova, které zůstaly pod názvem Severní Irsko součástí Spojeného království). Na rozdíl od vlajky byl státní znak zaveden až někdy v polovině 20. let. Byl tvořen oválným modrým štítem se zlatou harfou zasazený do rámu, zdobeného starými irskými uměleckými motivy. Pod štítem byla několikrát přeložená stuha s nápisem SAORSTAT EIREANN (česky Irský svobodný stát). (není obrázek)
Zároveň byla zavedena velká státní pečeť, která je někdy mylně označována za irský státní znak.

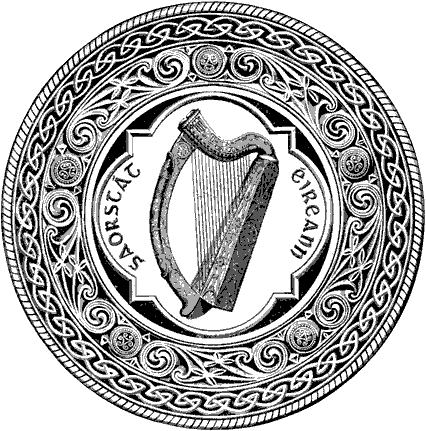
Pečeť Irského svobodného státu (polovina 20. let)

1. července 1937 byla přijata nová ústava, platná od 29. prosince, která zrušila statut dominia a byla vyhlášeno nezávislé Irsko (irsky Éire). Kromě potvrzení dosavadní vlajky byl přijat státní znak platný dodnes. Znak byl registrován 9. listopadu 1945.

## Další použití znaku
Na mincích se harfa poprvé objevuje ve 13. století. Po sjednocení Irska s Velkou Británií se harfa dostala i do 3. pole královského znaku Spojeného království, ve kterém je dodnes. V současnosti je obraz harfy na irských mincích, cestovních pasech a vládních dokumentech a také na oficiální pečeti prezidenta, ministrů a státních úředníků.

Státní znak Spojeného království s irskou harfou